# Гала (съпруга на Теодосий I)
Вижте пояснителната страница за други личности с името Гала.
Флавия Гала (на латински: Flavia Galla; * между 370 и 375; † 394) e втората съпруга на източноримския император Теодосий I.

## Биография
Дъщеря е на западноримския император Валентиниан I и втората му съпруга Юстина, която е внучка на Ветий Юст и вдовица на узурпатора Магненций. Сестра е на Валентиниан II, Грата и Юста. Полусестра е на съимператор Грациан от първия брак на баща ѝ с Марина Севера, от която Валентиниан I се развежда през 370 г., за да се ожени за Юстина.
Валентиниан става император през 364 г. На 17 ноември 375 г. баща ѝ умира в Сирмиум. Майка ѝ поема регентството на Запад за четиригодишния Валентиниан II и фамилията се настанява в Милано.
През 383 г. полубрат ѝ Грациан е узурпиран от Магн Максим, който тръгва от Трир, пресича Алпите през 387 г. и марширува към Милано. Тогава Юстина бяга с децата си в Солун при Теодосий I, чиято първа съпруга Елия Флацила е умряла през 385 г. и е майка на Аркадий, Хонорий и Елия Пулхерия (385 – 386). Юстина дава на Теодосий I дъщеря си Флавия Гала за съпруга с условие, че постави сина ѝ Валентиниан II отново на трона. Теодосий I се съгласява и се жени към края на 387 г. за Гала. Гала става императрица и мащеха на Аркадий и Хонорий. През лятото, на 28 август 388, Теодосий I прогонва Магн Максим, който се предава при Аквилея и е убит, също и неговият син Флавий Виктор. Юстина умира същата година.
Гала и заварените ѝ синове живеят в големия палат в Константинопол. Тя е арианка. Гала умира при помятане през 394 г. Малко след това, на 17 януари 395 г., умира неочаквано и Теодосий I.

## Деца
Гала и Теодосий I имат три деца:
- Грациан, син, роден през 388, умира млад
- Гала Плацидия (* 390, Константинопол; † 27 ноември 450, Рим) e Августа, майка на император Валентиниан III и регентка на Западната римска империя
- Йоан, син, който умира заедно с майка си през 394 г.

Десетгодишният Хонорий става западноримски император и е даден заедно с дъщеря ѝ Гала Плацидия при военноначалника Стилихон и съпругата му Серена.